# Wilhelm Krützfeld
Wilhelm Krützfeld (* 9. Dezember 1880 in Hornsdorf, Gemeinde Seedorf,  Kreis Segeberg; † 31. Oktober 1953 in Berlin) war ein preußischer Polizeibeamter. Er bewahrte in der Reichspogromnacht vom 9. auf den 10. November 1938 die Neue Synagoge in der Oranienburger Straße in Berlin vor der Zerstörung.

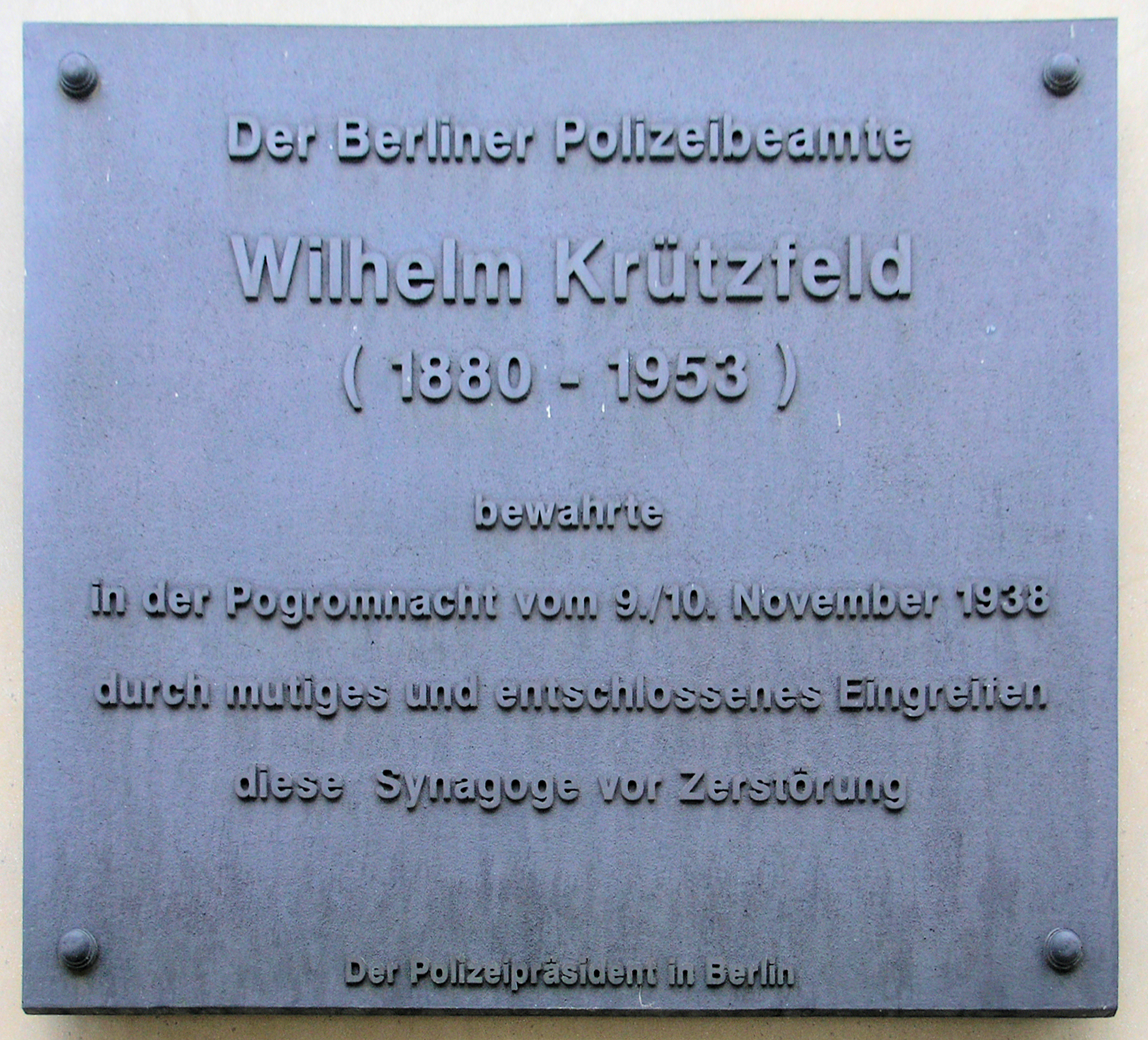
Gedenktafel am Haus, Oranienburger Straße 28, Berlin-Mitte

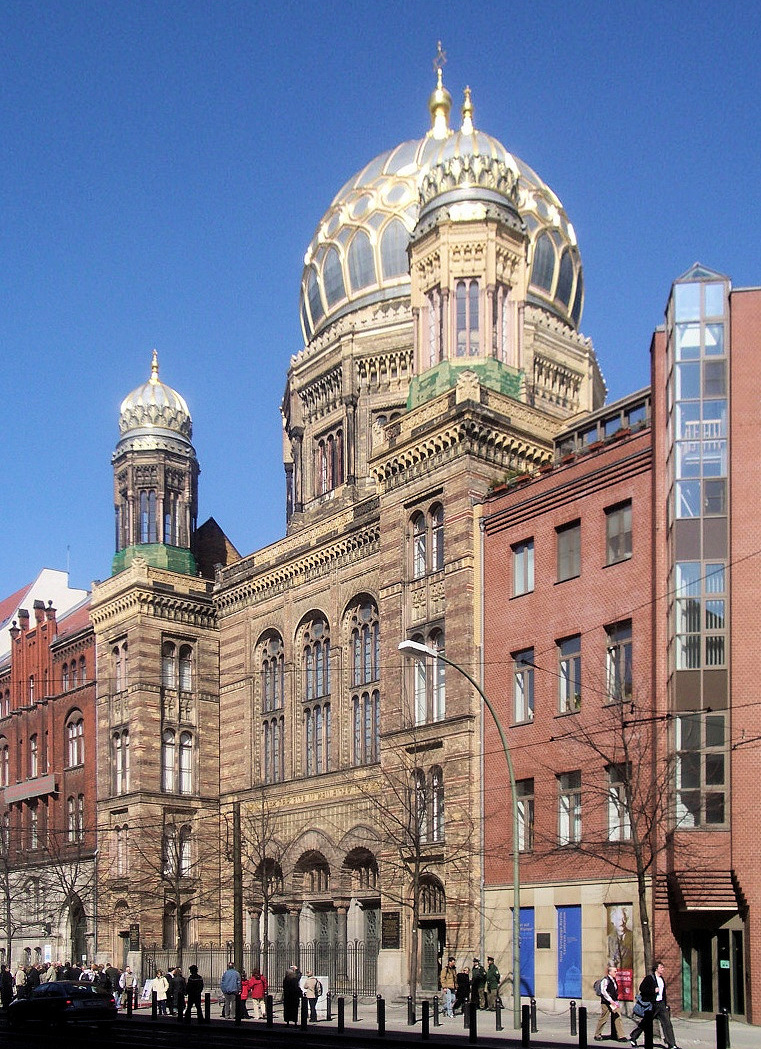
Die Gedenktafel befindet sich am Haus neben der Synagoge, in der Erdgeschosszone am Pfeiler außen.

## Leben
Krützfeld diente bis 1907 in der Preußischen Armee bei der Garde in Spandau und wurde dann Polizist. Nach längerem Dienst im Landespolizeiamt und im Berliner Polizeipräsidium übernahm er in den 1930er Jahren das Polizeirevier 65 am Prenzlauer Berg und leitete 1938 als Revier-Oberleutnant das Polizeirevier 16 am Hackeschen Markt im Bezirk Mitte.
Gegen die Pogrome gab es durch die Bevölkerung keinen nennenswerten Widerstand oder offen artikulierten Unmut. Krützfeld und sein Untergebener Otto Bellgardt bewiesen jedoch in der Nacht zum 10. November 1938 lebensgefährliche Zivilcourage. Sie stellten sich mit weiteren Beamten ihres Reviers einer Gruppe von SA-Leuten entgegen, die bereits Feuer gelegt hatten, und zwangen sie mit Worten und Waffengewalt zum Rückzug. Krützfeld ordnete sofortige Löscharbeiten an, obwohl die Feuerwehr den Befehl hatte, keine brennenden Synagogen zu löschen. Er soll sich dabei auf die bestehenden Gesetze zum Denkmalschutz berufen haben.
Der Revierleiter wurde am Tage darauf durch den Polizeipräsidenten Graf Helldorff lediglich verbal gemaßregelt, obwohl für solche oder ähnliche Taten damals durchaus härtere Sanktionen üblich waren.
Krützfeld war aber auch darüber hinaus den in seinem Revierbereich wohnenden Juden behilflich. Er und einige andere Beamte seines Reviers warnten mehrfach Juden vor ihrer Verhaftung.
Ab 1940 wurde Krützfeld in andere Reviere versetzt. Am 1. November 1943 ging er nach 36 Jahren Polizeidienst auf eigenen Wunsch „aus gesundheitlichen Gründen“ in den Ruhestand.
Beim Neuaufbau der Berliner Polizei im Jahre 1945 trat Wilhelm Krützfeld wieder in den Polizeidienst ein. Im Juni 1947 leitete er die Inspektion Mitte im sowjetischen Sektor.

## Ehrungen

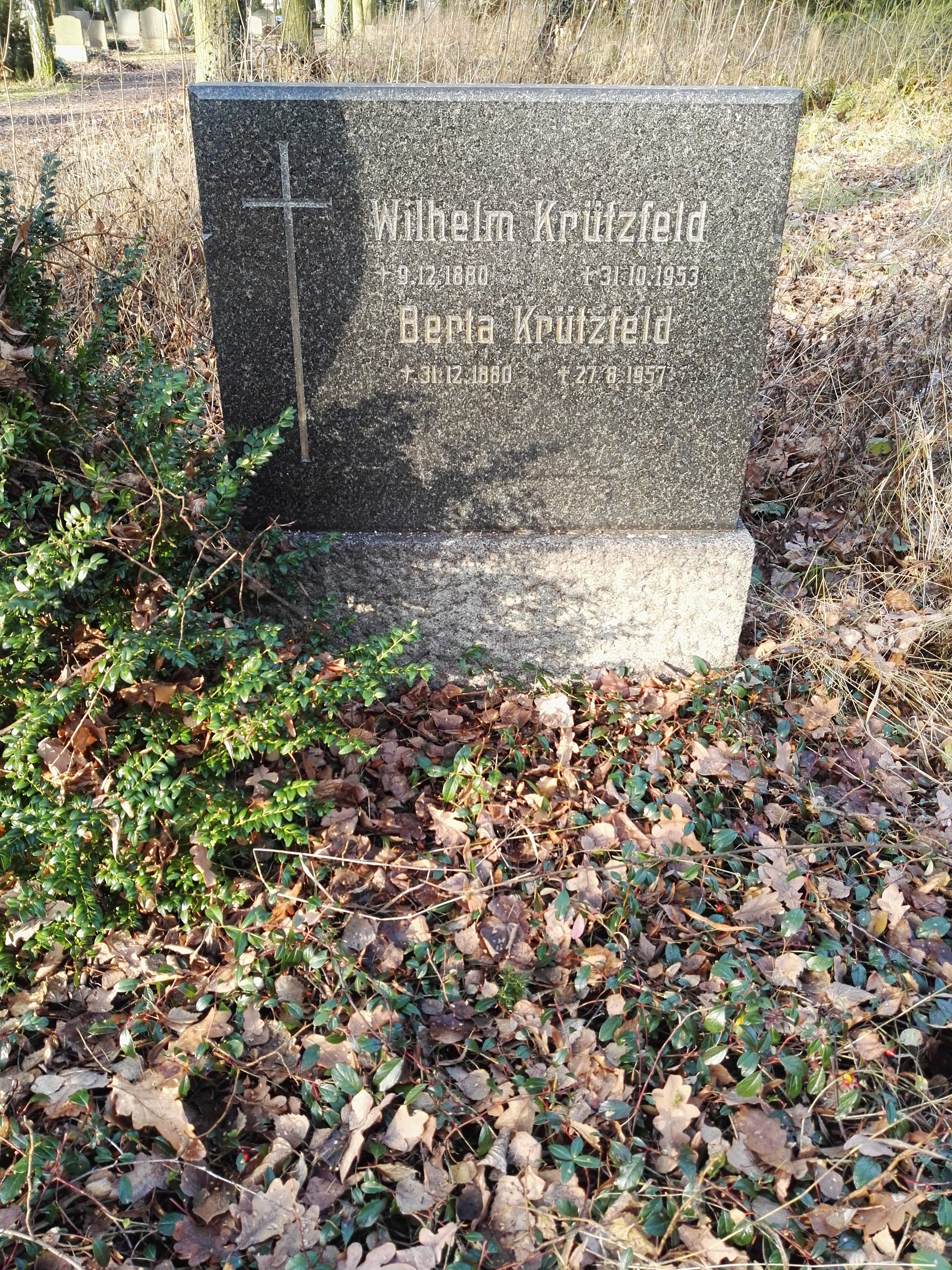
Grabstätte

Krützfelds Grab befindet sich auf dem Friedhof III der Georgen-Parochialgemeinde (Berlin-Weißensee). Es ist als Ehrengrab der Stadt Berlin gewidmet. Neben der Neuen Synagoge erinnert eine Gedenktafel an sein beherztes Eingreifen.
Das Land Schleswig-Holstein hat Wilhelm Krützfeld am 9. November 1993 durch die Umbenennung der Landespolizeischule in Malente-Kiebitzhörn in „Landespolizeischule Wilhelm Krützfeld“ nachhaltig gewürdigt. Anlässlich einer Ausstellung „Gegen das Vergessen“ wird in einem Gedenkblatt der Polizeischule zur Frage nach der hohen Bedeutung von Wilhelm Krützfeld unter anderem Folgendes ausgeführt:

„Er war weder ein Verfolgter des Naziregimes noch ein Widerstandskämpfer, er war weder Sozialdemokrat noch Kommunist, er war weder ein klassischer Held noch ein Märtyrer. Vielleicht macht ihn gerade das so bedeutend. Wilhelm Krützfeld war, das zeigen Zeitzeugen und Indizien deutlich, ein (preußischer) Polizeibeamter, der sich dem Staate als einem Ordnungssystem zur Mehrung von Toleranz und menschlichem Wohlergehen verpflichtet fühlte. Ein Mann mit gesundem Menschenverstand und Zivilcourage, der es durch „großen Fleiß und Pflichttreue“ vom Polizeiobermeister zum „Schutzpolizeiinspektor im Revierdienst“ (später „Revier-Oberleutnant“) und Reviervorsteher brachte.“

Anlässlich seines 55. Todestages ehrte die Gemeinde Seedorf ihren Sohn mit einem Gedenkstein im Ortsteil Berlin. Er wurde am 31. Oktober 2008 am Potsdamer Platz (benannt nach dem Potsdamer Platz in der Stadt Berlin) gesetzt.